# Municipio de San Agustín Acasaguastlán
Municipio de San Agustín Acasaguastlán är en kommun i Guatemala.   Den ligger i departementet Departamento de El Progreso, i den centrala delen av landet, 70 km nordost om huvudstaden Guatemala City.